# Zygmunt Hałuniewicz
Zygmunt Hałuniewicz (ur. 27 czerwca 1889 w Rohatynie, zm. 30 marca 1974 we Lwowie) – polski duchowny rzymskokatolicki, kanclerz kurii archidiecezji lwowskiej, więzień sowieckich łagrów.
Po ukończeniu studiów na Wydziale Teologicznym Uniwersytetu Lwowskiego w 1912 r. przyjął święcenia kapłańskie z rąk abpa Józefa Bilczewskiego. Posługiwał jako wikariusz w parafii w Pieniakach i parafii św. Antoniego we Lwowie. Od 1919 r. notariusz, a od 1921 kanclerz kurii metropolitalnej we Lwowie. Mianowany też kanonikiem gremialnym kapituły lwowskiej. Przez prawie ćwierć wieku był jednym z najbliższych współpracowników trzech kolejnych arcybiskupów lwowskich – Józefa Bilczewskiego, Bolesława Twardowskiego i Eugeniusza Baziaka. Z tego powodu był represjonowany przez okupantów sowieckich. 26 listopada 1945 r. został aresztowany przez NKWD, a 19 czerwca 1946 r. skazany na 10 lat łagrów, 5 lat pozbawienia praw cywilnych za „działalność antysowiecką”, w tym za współpracę z polską organizacją konspiracyjną „Miecz i Pług”. Po wyroku został deportowany do łagru w Donbasie, gdzie pracował w kamieniołomach, a następnie do łagru w Miedwieżjegorsku w Rosji. W następnych latach przebywał w łagrach Szczerbakow-7 i Miliuszyno. 29 kwietnia 1955 r. został zwolniony, parę dni później powrócił do Lwowa. 15 lipca 1955 r. uzyskał rejestrację w parafii św. Marii Magdaleny, gdzie prowadził duszpasterstwo do 22 października 1962 r., czyli do ponownego zamknięcia kościoła przez władze radzieckie. W kolejnych latach pomagał w katedrze lwowskiej, pełniąc przez pewien czas funkcję proboszcza.
Został pochowany obok zasłużonych duchownych lwowskich w grobowcu jezuitów na Cmentarzu Janowskim we Lwowie. Jego pogrzeb prowadził ks. Jan Cieński ze Złoczowa.
Jeszcze za życia starał u władz państwowych o rehabilitację. Ogłoszona została ona 28 czerwca 1993 r., czyli 19 lat po śmierci duchownego.